# 亞斯涅 (戈夏區)
50°33′3″N 26°27′33″E / 50.55083°N 26.45917°E
亞斯涅（烏克蘭語：Ясне），是烏克蘭西北部的村莊，隸屬里夫內州的里夫內區。該村始建於1890年，面積0.38平方公里，海拔高度205米，2001年人口133，人口密度每平方公里350人。